# El cim de les viudes
El cim de les viudes (títol original:  Widows' Peak) és una pel·lícula irlandeso-britànica dirigida per John Irvin, estrenada l'any 1994. Ha estat doblada al català.

## Argument
El poble irlandès de Kilshannon, al començament dels anys 1920, és regentat per un comitè de vídues que dirigeix Madame Doyle-Counihan; el seu "regne" és el cementiri instal·lat sobre un turó que domina la localitat. Aviat, arriba una nouvinguda, Madame Edwina Broome, una jove anglesa, rica i vídua de guerra. Aconsegueix ràpidament els favors d'un solter, el fill Doyle-Counihan, Godfrey (el qual viu sota les faldilles de la seva mare); per contra, Mademoiselle Katherine O'Hare — una noia pobra, cortejada pel dentista Con Clancy, i beneficiada de la "protecció" de la vídua Doyle-Counihan — esdevé una enemiga declarada, per obscures raons.

## Repartiment
- Mia Farrow: Mlle Katherine O'Hare
- Joan Plowright: Mme Doyle-Counihan
- Natasha Richardson: Mme Edwina Broome
- Adrian Dunbar: Godfrey Doyle-Counihan
- Jim Broadbent: Con Clancy
- Anne Kent: Mlle Grubb
- John Kavanagh: Canon Murtagh
- Rynagh O'Grady: Maddie O'Hara
- Gerard McSorley: Gaffney
- Michael James Ford: Rokesby
- Garrett Keogh: Grogan
- Britta Smith: Mme Colgan
- Sheila Flitton: Mme Mulrooney
- Casa Conmee: Mme Lawless
- Ingrid Craigie: Mme Purdieu
- Doreen Keogh: Mme Buckley
- Eileen Colgan: Mme Fogerty
- Oliver Maguire: Killkelly
- Phelim Drew: FX
- Jasmine Russell: Bridgie
- Tina Kellegher: Mme Dolores Furlong
- David Ganly: Liam

## Premis
- 1994: Festival Internacional Karlovy Vary: Millor actriu (Natasha Richardson)

## Crítica
- "Suggeridora comèdia ambientada en un poblet irlandès en els anys 20. Imprevisible desenllaç que remata un argument ben sostingut per les actrius protagonistes"[3]
- "Un excel·lent guió condueix les espirals de la comèdia cada vegada més negra, més salada. Simpàtic i resolt fresc de costums que guia un duel interpretatiu d'altura. Sens dubte, una agradable sorpresa"[4]
- "Si no fora pels seus bons intèrprets, 'El cim de les viudes' podria ser confosa amb un mediocre episodi de 'S'ha escrit un crim' amb un paisatge més verd."[5]